# John Tormey
John J. Tormey Jr. (ur. 4 sierpnia 1937 w Willimantic, zm. 3 marca 2022) – amerykański aktor. Występował w roli gangstera Louiego w filmie Ghost Dog: Droga samuraja (1999).

## Życiorys
Urodził się w Willimantic w Connecticut jako syn Johna Tormeya i Sary Ferro.
W 1960 zadebiutował na Broadwayu jako poeta w musicalu Beg, Borrow or Steal u boku Davida Doyle. W 1967 zagrał podwójną rolę jako Jacques Roux i Voltaire w broadwayowskim spektaklu Prześladowania i zabójstwa Jeana-Paula Marata w wykonaniu więźniów z azylu w Charenton pod kierunkiem markiza de Sade (The Persecution and Assassination of Jean-Paul Marat as Performed by the Inmates of the Asylum of Charenton Under the Direction of the Marquis de Sade) z Verną Bloom. W 1969 wystąpił w roli baseballisty w broadwayowskiej sztuce Thorntona Wildera Nasze miasto u boku Eda Begleya.
W 1996 po raz pierwszy pojawił się gościnnie w serialach – Swift Justice jako Ed z Jamesem McCaffreyem i Garym Dourdanem oraz Nowojorscy gliniarze w roli Louisa. Następnie zadebiutował w kinowej komedii familijnej Z dżungli do dżungli (Jungle 2 Jungle, 1997) u boku Tima Allena. W Wbrew przykazaniom (Commandments, 1997) z Courteney Cox. W sensacyjnym dramacie kryminalnym Jima Jarmuscha Ghost Dog: Droga samuraja (1999) wcielił się w rolę gangstera Louiego, dla którego pracuje tytułowa postać, grana przez Foresta Whitakera. W 2000 grał w produkcji off-Broadwayowskiej Sexual Perversity in Chicago/The Duck Variations z Clarkiem Greggiem i Joshem Hamiltonem.
John Tormey użyczył głosu w trzech grach komputerowych – Mafia (jako Vincenzo), The Warriors (jako Harrison) i Grand Theft Auto: The Ballad of Gay Tony (jako Vincenzo „Vince” Pelosi).
Zmarł w 2022 roku w wieku 84 lat.